# Herbert Pell
Herbert Claiborne Pell, Jr. (New York, 1884. február 16. – München, 1961. július 17.) amerikai politikus, diplomata, New York állam képviselője, az Egyesült Államok követe Portugáliában és Magyarországon. Tagja volt az Egyesült Nemzetek Háborús Bűnöket Vizsgáló Bizottságának.

## Élete
New Yorkban született, John Francis Hamtramck Claiborne ükunokájaként, édesanyja Katherine Lorillard Kernochan volt. Tanulmányait a Pomfret Schoolban (Connecticut), a Harvard, és a Columbia Egyetemen végezte. Felesége Nelson Pendleton Bigelow, lánya Matilda volt.

### Politikai karrier
Pell politikai karrierje az Orange megyei (New York állam) Fejlesztési bizottságának tagjaként indult (1912–1914). Megválasztották a 66. kongresszus demokrata képviselőjének (1919. március 4. – 1921. március 3.). Volt elnök a Demokratikus Állam Bizottságban 1921-től 1926-ig és küldött az Országos Demokrata Konvención, 1924-ben.
Vendégelőadó volt alma matereiben, a Columbia és a Harvard Egyetemeken, továbbá más intézményekben. 1936-ban a demokraták kampányt előkészítő bizottságának az elnökhelyettese.

### Diplomáciai pályafutása
A Franklin D. Roosevelt második elnökválasztási kampánya során tett szolgálatai fejében politikai kinevezettként Lisszabonban kapott követi posztot. Roosevelt nagyra becsülte képességeit, és személyes kiküldötteként tekintett rá. A portugál főváros ezekben a háborús időkben rendkívül fontos állomáshely volt, jó rálátást biztosított az európai ügyekre. 
A lisszaboni követséget 1937. május 27. – 1941. február 11. között vezette.

### Követként Magyarországon
1941-ben kinevezték követnek Magyarországra. Budapesten a Duna-parti Ritz szállodában rendezte be hivatalát és lakását egyaránt. A felesége személyes szolgálatára alkalmazott szobalány azonban rájött, hogy helyzetéből hasznot húzhat, és a követ által kiselejtezett iratokat összegyűjtötte a papírkosárból. Később a német Sicherheitsdienst (SD) Schellenberg vezette hírszerző szolgálata felvette vele a kapcsolatot és így a véletlenek összjátékából jelentős hírszerző akció kerekedett ki. Az SD végül több száz dokumentumhoz jutott, nagyrészt a követ hazaküldött jelentéseinek és magánlevelezésének másolataihoz. A hivatalos jelentések mellett a legfontosabbak a követ és az elnök közötti közvetlen, személyes levelek voltak, amelyekben Roosevelt és a jól értesült követ részletesen kifejtették a háborús helyzetre vonatkozó információikat, véleményeiket.
A németek által megszerzett dokumentumok rendkívül értékesek lehettek volna számukra, azonban a Schellenberg és főnöke, Reinhard Heydrich, valamint Joachim von Ribbentrop külügyminiszter közötti éles személyi ellentétek miatt azokat gyakorlatilag nem hasznosították, részletes elemzésük helyett elfektették az archívumokban.
Pell vette át 1941. december 13-án Magyarország hadüzenetét. Az ő jelentéseinek is köszönhetően az Egyesült Államokban korábban már kedvező kép alakult ki Magyarországról, így a hadüzenetre csak közel fél évvel később adott választ az Egyesült Államok.
1942. január 16-án bezárta a követséget Budapesten és hazatért, majd november 30-án lemondott diplomáciai tisztségéről. 1943 augusztusától 1945 januárjáig ő képviselte az Egyesült Államokat az Egyesült Nemzetek Háborús Bűnöket Vizsgáló Bizottságában.

## Halála
1961-ben Münchenben hunyt el az unokájával tett európai körutazás során. Kérésére hamvait az Atlanti-óceánba szórták (Jamestown, Rhode Island).

## Fordítás
- Ez a szócikk részben vagy egészben  a   Herbert Pell című angol Wikipédia-szócikk fordításán alapul.  Az eredeti cikk szerkesztőit annak laptörténete sorolja fel. Ez a jelzés csupán a megfogalmazás eredetét és a szerzői jogokat jelzi, nem szolgál a cikkben szereplő információk forrásmegjelöléseként.